# Haminoea antillarum
Haminoea antillarum är en snäckart som först beskrevs av d'Orbigny 1841.  Haminoea antillarum ingår i släktet Haminoea och familjen Haminoeidae. Inga underarter finns listade i Catalogue of Life.